# Giovanni Faustini
Giovanni Faustini (Venècia, 1615 - 19 de desembre de 1651) fou un llibretista i empresari d'òpera italià del segle xvii, i se'l considera com el llibretitsta més prolífic de la seva època. Se'l recorda sobretot per les seves col·laboracions amb el compositor Francesco Cavalli.
Va treballar amb Cavalli durant deu anys des de 1642 amb La virtù dei strali d'Amore, estrenada a Venècia al Teatre San Cassiano, fins al 1652 amb L'Eritrea, estrenada a Venècia al Teatre Sant'Apollinare. Van gaudir de gran èxit en les companyies ambulants que van tenir un paper decisiu en la difusió de l'òpera a Itàlia amb el model de la commedia dell'arte. Els llibrets que va deixar incomplets a la seva mort els va acabar el seu germà Marco Faustini.
A Venècia, va ser empresari dels teatres San Moisè (1647) i va assumir la gerència del teatre Sant Apollinare que més tard l'assumirà el seu germà Marco, i treballà al teatre San Cassiano (1657-1660) i San Guiovanni i Paolo (1660-1668). Els seus quinze llibrets van ser musicats principalment per Cavalli, i altres compositors com Pietro Andrea Ziani, 1655; Giovanni Battista Costanzi, 1730 o Carlo Pallavicino, 1667. Els llibretistes solien pertànyer a la classe aristocràtica, i Faustini en concret havia estat advocat. Faustini treballava en una època on no es donava gaire temps ni als llibretistes, ni als compositors, i les intrigues de les seves obres són força esquematitzades, sinó repetitives. Se'n va adonar i aquesta situació li dolia, però com el va deplorar en una lletra a Cavalli, era el que el públic volia.

## Llibrets[5]
- La virtù dei strali d'Amore (música de Francesco Cavalli, 1642)
- Egisto (música de Francesco Cavalli, 1643; música de Benedetto Ferrari, 1651)[6]
- Ormindo (música de Francesco Cavalli, 1644)[7]
- Doriclea (música de Francesco Cavalli, 1645; música de Pietro Andrea Ziani, 1666)
- Titone (música de Francesco Cavalli, 1645)
- Euripo (música de Francesco Cavalli, 1649)
- Orimonte (música de Francesco Cavalli, 1650)
- Oristeo (música de Francesco Cavalli, 1651)
- Rosinda (música de Francesco Cavalli, 1651)
- La Calisto (música de Francesco Cavalli, 1651)
- Eritrea (música de Francesco Cavalli, 1652)
- Eupatra (música de Pietro Andrea Ziani, 1655; música de Giovanni Battista Costanzi, 1730)
- Elena (completat per Nicolò Minato; música de Francesco Cavalli, 1659)
- Il tiranno humiliato d'amore, ovvero Il Meraspe (revised by Nicolò Beregan; música de Carlo Pallavicino, 1667)
- Alciade (música de Pietro Andrea Ziani, 1667)